# Nočni šanson
Nočni šanson je debitantski studijski album slovenske šansonjerke Svetlane Makarovič. Izdan je bil leta 1984 pri založbi Dokumentarna. Leta 1998 je pri založbi Vinylmania izšel ponatis.

## Seznam pesmi
Vsa pesmi je napisala Svetlana Makarovič.
Stran A
- "Kamniti zvon"
- "Norci so zunaj"
- "Pomlad na tvojem grobu"
- "Teci, punčka"
- "Ne joči, medvedek"
- "Črna ladja"

Stran B
- "Pozdravljena luna"
- "Dež"
- "Vstopi dolgočasje"
- "Bifejska rastlina"
- "Balada o T."
- "Rojstni dan"
- "Kresna pesem"

## Zasedba
- Svetlana Makarovič — vokal, klavir
- Djuro Penzeš — bas kitara (A4, A6, B2, B4)
- Mateja Klarič — oblikovanje
- Januš Luznar — inženir
- Darko Klarič — izvršni producent
- Bojan Butinar — fotografiranje
- Dečo Žgur — producent